# Lillian Gish in a Liberty Loan Appeal
Lillian Gish in a Liberty Loan Appeal é um filme mudo norte-americano de 1918 em curta-metragem, escrito e dirigido por D. W. Griffith. O filme é considerado perdido.

## Elenco
- Lillian Gish
- Kate Bruce
- Carol Dempster
- George Fawcett